# 特雷·霍靈斯沃斯
約瑟夫·艾伯特·「特雷」·霍靈斯沃斯三世（英語：Joseph Albert "Trey" Hollingsworth III，1983年9月12日—）是美国印第安纳州的一位共和黨籍政治家。他畢業於沃頓商學院。2016年，他當選為印第安納州第九國會選區的聯邦眾議員。他已經結婚。